# جيمبا

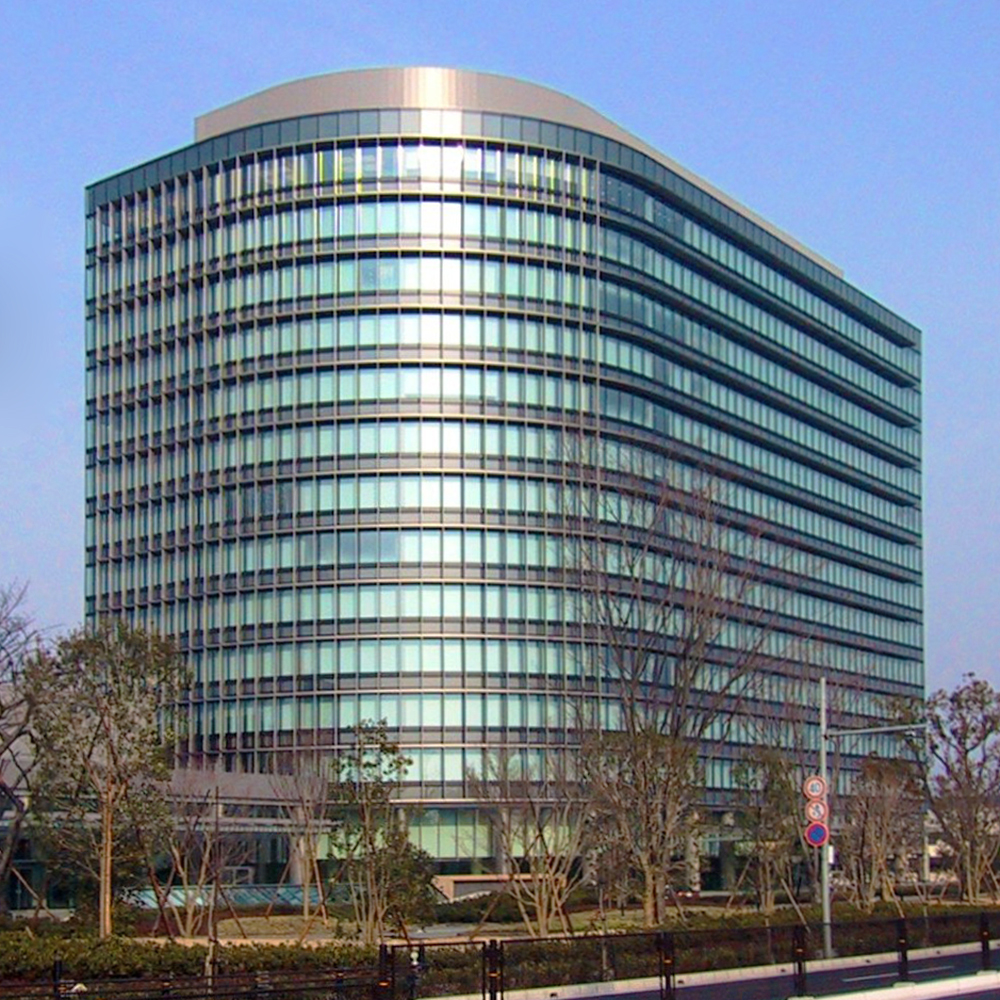

جيمبا ((Genba (現場) (كذلك تُكتب بالحروف اللاتينية باسم Gemba) هو مصطلح ياباني يعني «المكان الحقيقي». فـالمخبرون اليابانيون يطلقون على مشهد الجريمة اسم جينبا (genba) وقد يشير مراسلو التلفزيون اليابانيون إلى أنفسهم على أنهم يقدمون التقارير من جينبا. وفي مجال الأعمال التجارية، يشير مصطلح جينبا إلى المكان الذي يتم فيه تحقيق القيمة؛ وفي القطاع الصناعي فإن مصطلح جينبا هو أرضية المصنع. ويمكن أن يشير المصطلح إلى أي «موقع» مثل موقع بناء أو طابق مبيعات أو المكان الذي يتعامل فيه مقدم الخدمة مباشرة مع العملاء.
وفي التصنيع الرشيق، تتمثل فكرة جينبا في أن المشاكل تكون واضحة وسوف تأتي أفضل أفكار التحسين من الذهاب إلى جينبا. والسير بجوار جينبا، الذي يشبه كثيرًا الإدارة بالتجوال (MBWA)، هو نشاط يتم فيه نقل الإدارة إلى الخطوط الأمامية للبحث عن الإهدار والفرص اللازمة للقيام بـ جينبا كايزن، أو التحسين العملي لمكان الإنتاج.
وفي مجال إدارة الجودة، فإن مصطلح جينبا يعني طابق التصنيع وتتمثل الفكرة في أنه إذا حدثت مشكلة ما، فيتعين على المهندسين الذهاب إلى مكان حدوثها لفهم الأثر الكلي للمشكلة وجمع البيانات من جميع المصادر. وعلى عكس مجموعات التركيز والدراسات الاستقصائية، فإن زيارات جينبا لا تكون مجدولة أو ملزمة بموجب ما يريد أن يطلبه المرء.
وقدم جلين مازور (Glenn Mazur) هذا المصطلح إلى نظام نشر وظيفة الجودة (QFD، وهو نظام جودة خاص بالمنتجات الجديدة التي لم تبدأ عملية تصنيعها) ليعني مكان أعمال نمط الحياة. وتتمثل الفكرة في أنه لكي تعمل على تلبية رغبات العملاء، فإنه يتعين على المرء الذهاب إلى جينبا العميل للتعرف على مشاكله وفرصه، باستخدام جميع مشاعر المرء لتجميع البيانات ومعالجتها.